# Anne-Marie Fritsch
Pour les articles homonymes, voir Fritsch.
Anne-Marie Fritsch, née le 16 juin 1921 à Wimmenau (Bas-Rhin) et morte le 7 juin 1994 à Vannes (Morbihan), est une femme politique française.

## Détail des fonctions et des mandats
Mandat parlementaire
- 11 mars 1973 - 2 avril 1978 : Députée de la 6e circonscription de la Moselle